# Potentilla doubjonneana
Potentilla doubjonneana är en rosväxtart som beskrevs av Jacques Cambessèdes. Potentilla doubjonneana ingår i Fingerörtssläktet som ingår i familjen rosväxter.

## Underarter
Arten delas in i följande underarter:
- P. d. doubjonneana
- P. d. ossetica